# 藤本ケンシ
藤本 ケンシ（ふじもと ケンシ）は、日本の漫画家。2017年に「招き猿」でデビュー。2020年より「何度、時をくりかえしても本能寺が燃えるんじゃが!?」を作画担当として連載している。

## 来歴
2017年、20歳の時に藤本絢之名義で「奴隷姉弟」にて第76回ちばてつや賞でヤング部門優秀新人賞を受賞。同作は後に『ヤングマガジンサード』（講談社）2017年11号に掲載されている。『ヤングマガジンサード』2017年9号にて「招き猿」で読切デビュー。2019年『週刊ヤングマガジン』（同社刊）44号での「夢田梨さんは無駄がない」の読切を経て、藤本ケンシ名義で2020年11月発売の同誌50号にて初の連載漫画となる原作・井出圭亮の「何度、時をくりかえしても本能寺が燃えるんじゃが!?」の作画担当として連載。

## 人物
ゴールド免許を取得した数日後に家の庭で擦った過去を持ち、美麗な筆力と、細部へのこだわりで頭角を表す俊英と評される。

## 作品リスト
- 奴隷姉弟（『ヤングマガジンサード』2017年9号[5]）- 藤本絢之名義[5]。
- 招き猿（『ヤングマガジンサード』2017年11号[3]） - 藤本絢之名義[3]。
- 夢田梨さんは無駄がない（『週刊ヤングマガジン』2019年44号[6]） - 藤本絢之名義[6]。
- 『何度、時をくりかえしても本能寺が燃えるんじゃが!?』講談社〈ヤンマガKCスペシャル〉、全16巻（原作：井出圭亮、『週刊ヤングマガジン』2020年[4] - 2024年[8]）
- 決闘者たち―明日もし君が壊れても―（原作：金城宗幸、『ヤングマガジン増刊 カケヒキ』No.1[9]）
- 『ミハルの戦場』小学館〈マンガワンコミックス〉既刊1巻（原作：濱田轟天、『マンガワン』2025年[10] - ）
  1. 2025年5月19日発売[11][12]、ISBN 978-4-09-854087-7